# ピーター・ネロ

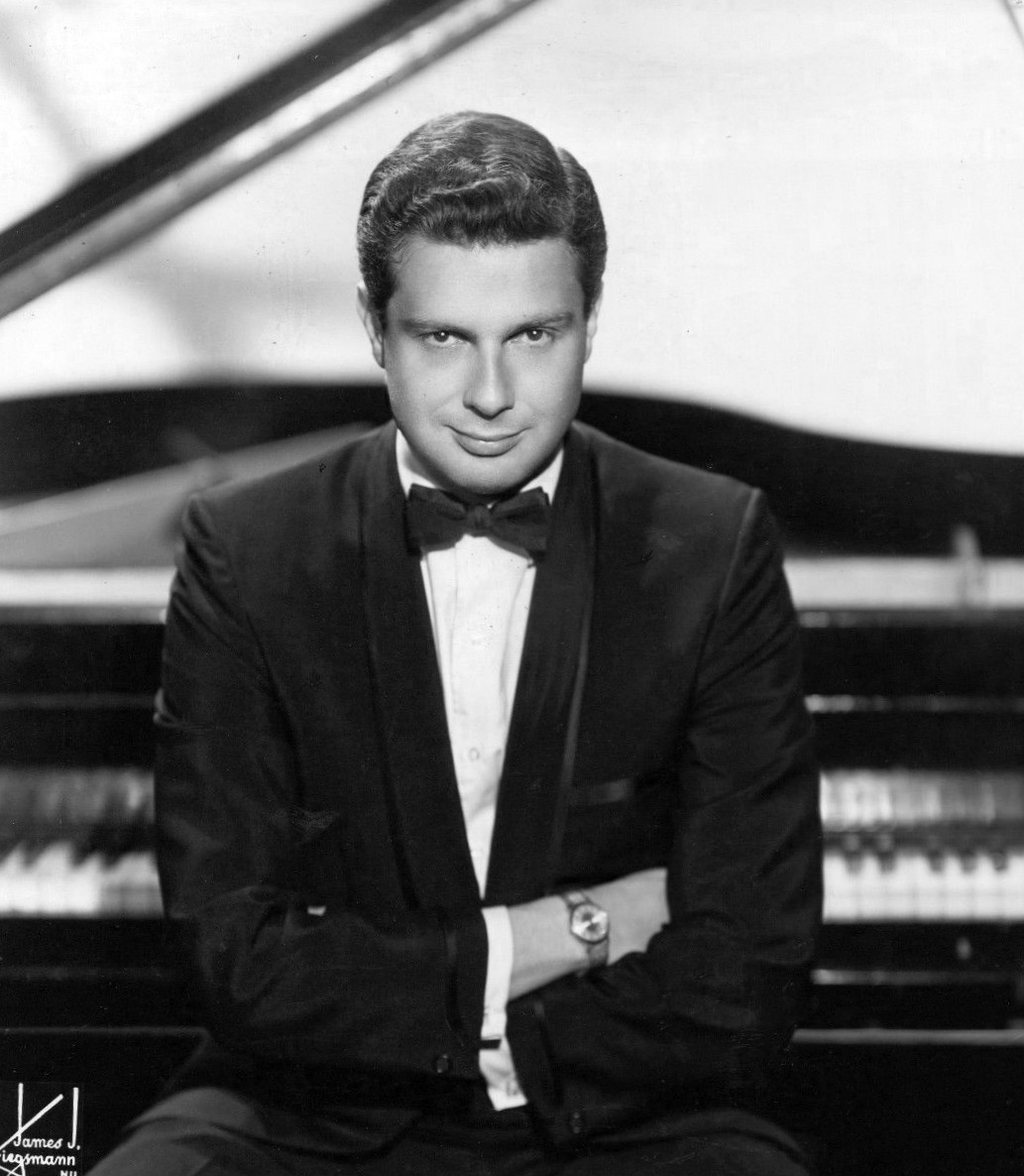
1967年

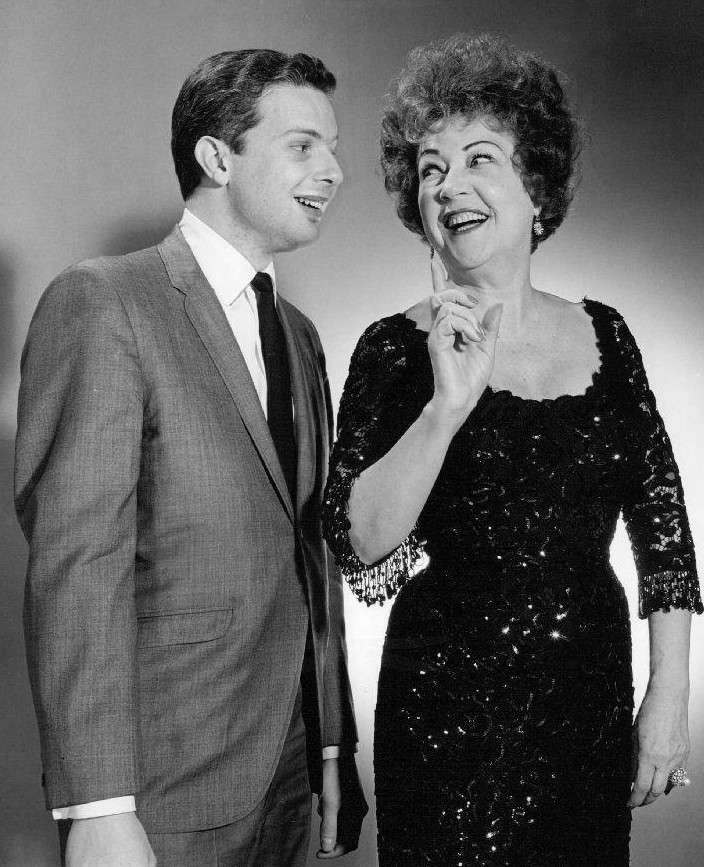
1964年（右はエセル・マーマン）

ピーター・ネロ（英語: Peter Nero、1934年5月22日 - 2023年7月6日）は、アメリカ合衆国の指揮者、ピアニスト。

## 生涯
ニューヨーク州ブルックリン区出身。ジュリアード音楽院で学び、1958年からトリオを組み、その一員として活動した。
1961年にアルバム『ピアノフォルテ』でグラミー賞を獲得した。
モダン・ジャズとクラシック音楽を用いた個性的でありつつも新鮮な演奏をすることで知られ、映画音楽を作曲したこともある。
2023年7月6日、フロリダ州ユースティスで89歳で死去した。